# Ghazi Elabdi
Ghazi Elabdi – tunezyjski zapaśnik walczący w stylu klasycznym. Zajął czwarte miejsce na igrzyskach afrykańskich w 1995. Piąty na mistrzostwach Afryki w 1996. Brązowy medalista mistrzostw arabskich w 1995 roku.